# کاخ لوکزامبورگ
کاخ لوکزامبورگ (به فرانسوی: Palais du Luxembourg) یک کاخ واقع در منطقه ۶ پاریس، فرانسه است. این کاخ در شمال پارک لوکزامبورگ واقع شده و محل مجلس سنای فرانسه است.

## نگارخانه

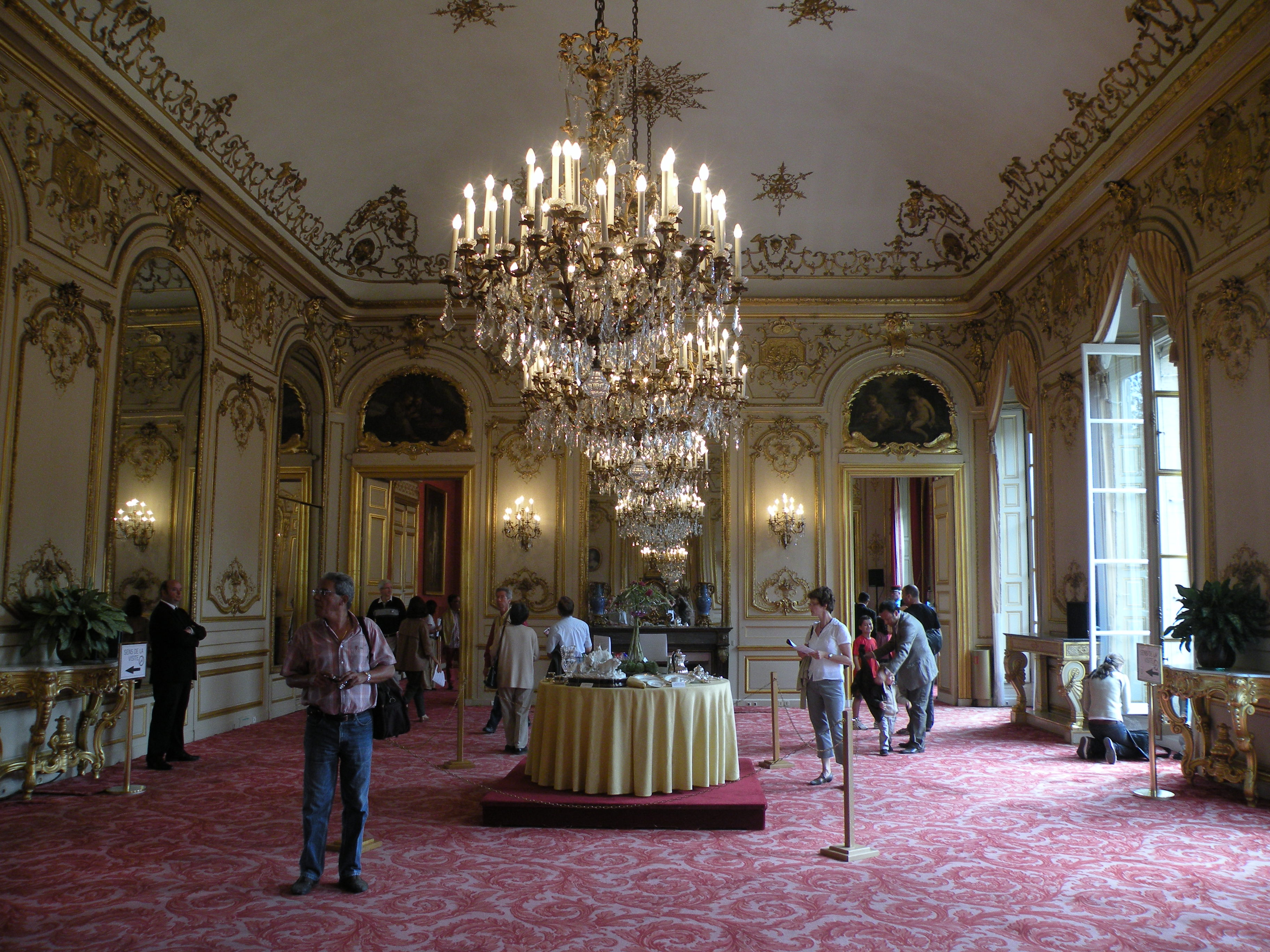
گران سالن (Grand Salon)
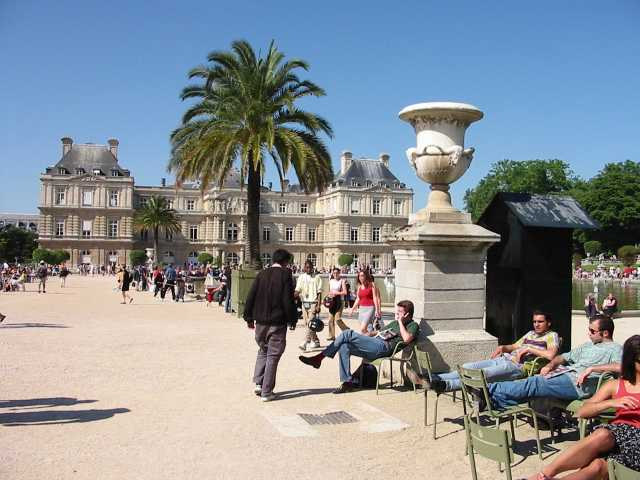
نما از پارک
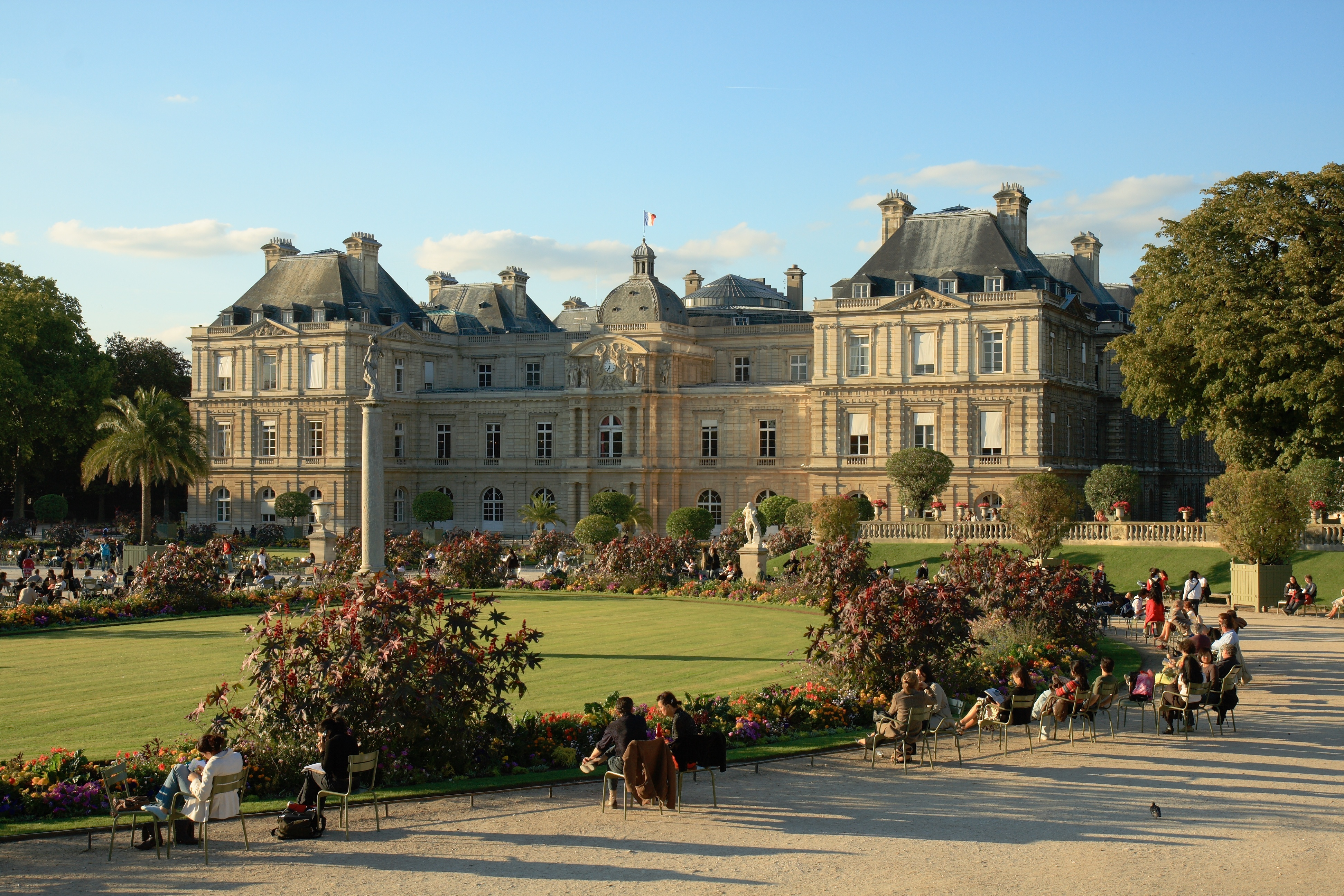
در غروب
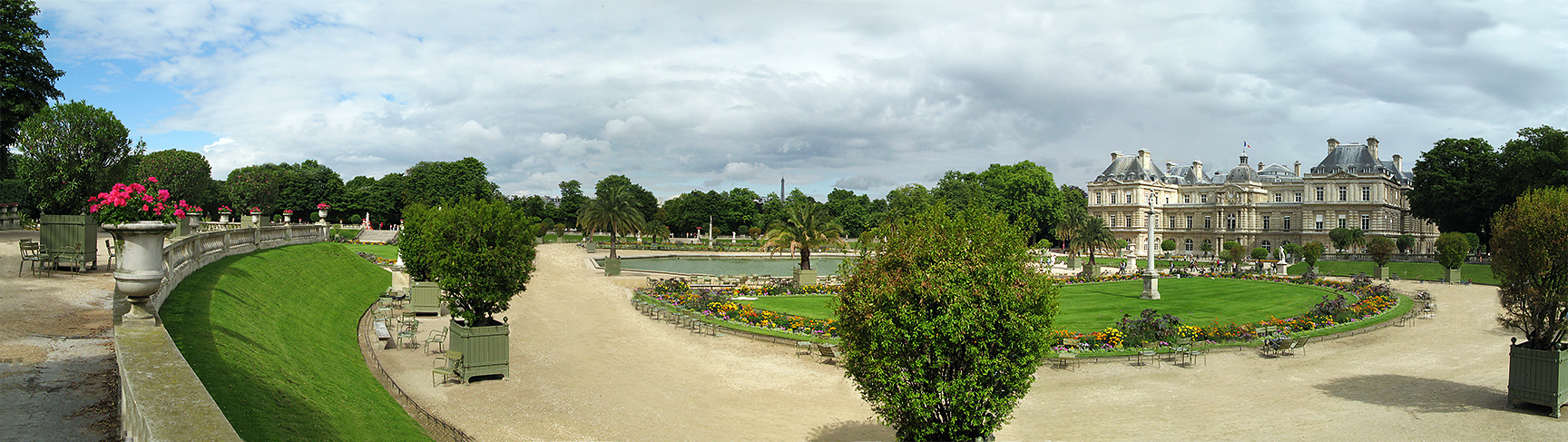
پانوراما از کاخ و پارک